# Ryszard Stadniuk
Ryszard Tadeusz Stadniuk, född den 27 oktober 1951 i Szczecin i Polen, är en polsk roddare.
Han tog OS-brons i fyra med styrman i samband med de olympiska roddtävlingarna 1980 i Moskva.